# رؤیای کالیفرنیا
رؤیای کالیفرنیا (انگلیسی: California Dreamin') یک فیلم رومانیایی به کارگردانی کریستیان نمسکو است که در سال ۲۰۰۷ منتشر شد. این فیلم برندهٔ جایزهٔ بخش نوعی نگاه در جشنواره فیلم کن ۲۰۰۷ شد.

## بازیگران
- آرماند آسانته
- رزوان واسیلسکو
- ماریا دینولسکو
- آندی واسلویانو
- مادالینا گیتسکو